# Michel Bosc
Michel Bosc est un compositeur classique et écrivain français né à Paris en 1963.
Subissant des influences très variées, son œuvre, de plus de 200 opus, a abordé de nombreux genres (musique symphonique, de chambre, vocale, de scène, orchestrations).
Il a composé neuf symphonies (Mosaïques, Bernard Palissy, Pascale, Le Grand Meaulnes, Loume, Providence, Jane Eyre, Lascaux, Via Crucis), une dizaine de poèmes symphoniques (dont un cycle sur les forêts : Forêts d’été, Forêts d’automne, Forêts d’hiver, Forêts nocturnes et Forêts enneigées), deux opéras : La Fuga sur un livret en espagnol de Luis Eduardo Jimenez, et Qateeni, fondé sur une légende de William Daniel (livret en assyrien de Tony Khoshaba) ; des concertos (pour piano, flûte, basson, harpe...).
Dans sa musique sacrée, on trouve des oratorios : Le Reniement de St Pierre, Le Testament de St Mexme, La Nef ardente (consacré à sainte Jeanne Delanoue), une messe,, un requiem, des Leçons de ténèbres, des motets,, des litanies,. Son requiem "Oradour",,, a été composé pour la commémoration des 80 ans du massacre de la ville martyr, en juin 1944.
Sa musique vocale regroupe de nombreuses mélodies,,, des cantates Ils sont là, Le Jardin de Louise Labé, La Traversée, Ninos & Shamiram, sur un livret en assyrien de Yosip Bet Yosip, un cycle sur les textes de Francis Jammes Tristesses, et Le souffle du verbe, sur trois poésies inédites d'Eugène Green, pour chœur, 2 cors et harpe..
Instrumentalement, il a composé pour des formations très variées (trio, quatuor à cordes, quintette à vent, quintette de cuivres, flûte et harpe, et notamment pour mandoline (Triplaris, concerto pour mandoline, liuto cantabile et harpe avec orchestre de mandolines, La Harpe invisible, Le Tombeau de Gabriele Leone, Le Vent sur le lac, À l’ombre d’oliviers, Duetto Monetta).
Sa musique, souvent qualifiée de typiquement française, est hédoniste. Bien qu’elle ait parfois recours à des procédés contemporains, elle demeure fondamentalement tonale.
Michel Bosc a écrit les livrets de certaines de ses mélodies et cantates, ainsi que :
des essais :
- Symbolisme et dramaturgie de Maeterlinck dans Pelléas et Mélisande  (ISBN 978-2-296-55370-5),
- Au bout du rêve, la Belle au bois dormant de Walt Disney  (ISBN 978-2-296-99495-9),
- L'art musical de Walt Disney - l'animation de 1928 à 1966[23] (ISBN 978-2-343-00864-6),
- Jill Feldman, soprano incandescente[24] (ISBN 978-2343-06285-3),
- Musique baroque française, splendeurs et résurrection  (ISBN 978-1-4452-0102-3) ;
- Bernard Galais, la discrétion faite harpe  (ISBN 978-0-244-90744-0), qui dresse le catalogue des œuvres du harpiste Bernard Galais ;
- L’héritage d’Allan Kardec, validé et méconnu, sous format numérique[25],
- Le jouet, miroir de la France - 1900-2000  (ISBN 978-2-343-22969-0),
- Langue française et musiques, mille ans d'enjeux, L'Harmattan, 30 juin 2022, 180 p. (ISBN 978-2-14-027610-1)
- L'îlot Victoria, des idées et des hommes. Un laboratoire sociétal, 1859-1966, 27 juin 2024, 222 p.  (ISBN 978-2-38541-697-3)

un recueil de poésies :
- Cathédrales (Loris Talmart, 1991)[26] ;

un recueil de nouvelles :
- Le coquillage brisé et autres contes fantastiques, Les Impliqués, 23 mars 2023, 176 p.  (ISBN 978-2-38417-941-1)

trois romans historiques formant un cycle :
- Marie-Louise - L'Or et la Ressource  (ISBN 978-1-4452-0102-3) puis  (ISBN 978-2-343-03669-4)[28],
- L'amour ou son ombre  (ISBN 978-2-343-02785-2),
- La cendre et le calice,  (ISBN 978-2-343-07507-5) ;

deux autres romans historiques :
- Poste restante (Prix LEA 2016, catégorie Prix spécial du Jury[29]),  (ISBN 978-1-4466-5792-8 et 978-2-343-22769-6) ;
- La théorie du champ de mines  (ISBN 978-2-38541-697-3)

deux romans contemporains :
- Heureux, et alors ?  (ISBN 978-2-37431-036-7)

- Comme les doigts de la main  (ISBN 978-2342161632),

ainsi que trois pièces de théâtre
- Viendras-tu ?  (ISBN 978-1-4716-2926-6).
- La Chute de Minos  (ISBN 978-2-343-25176-9)
- Loups  (ISBN 978-2-14-026223-4)[30]

Collectionneur reconnu,,, il a aussi écrit deux études :
- Mannequins GéGé, Chic de Paris  (ISBN 978-2-7466-4930-9),
- Mily de Gégé - La poupée dans le vent  (ISBN 978-2-9570949-0-5)  et a participé à plusieurs ouvrages collectifs sur les poupées Gégé, Dolly, Mily et Minichou.

Il est également, avec l'illustrateur Christophe Jacquemin, le créateur de la série "à regarder, à lire, à colorier" :
- Les Z'aventures de Zabounette, aux éditions Abordables (2016).

## Discographie
- 35° - Récital piano de Masaé Gimbayashi-Barbotte (2018) Sergent Major - asin : B07B1XPYJW (pour la pièce en trois mouvements "Premiers chrétiens").
- Horizons - Ensemble Sottovoce (2018). Disponible en téléchargement (pour le "Motet de Lérins")
- 4th assyrian night (coffret de 2 CD et 2 DVD) Mesopotamian orchestra dirigé par John Kendall Bailey (2011) -AAS-A (pour la cantate "Ninos & Shamiram" et des orchestrations d'après Paulus Kofri).